# Przekładnia walcowa

Schemat działania przekładni walcowej.

Przekładnia walcowa – przekładnia zębata o kołach walcowych, o równoległych osiach, leżących w tej samej płaszczyźnie.
Przekładnie walcowe są najczęściej używanymi przekładniami zębatymi. Zwykle posiadają zęby proste lub skośne, rzadziej daszkowe lub łukowe. Koła zębate mogą być zazębione zewnętrznie lub wewnętrznie.